# Voile rouge
 (juillet 2012).
En voltige aérienne, une accélération forte vers le bas peut faire monter trop de sang dans les yeux et le pilote, alors, voit tout rouge : c'est le voile rouge, lorsque la pression cardiaque n'est pas compensée par la pression interne de l'œil. Le voile rouge est subi par les pilotes lorsqu’ils sont en « g négatif ». Cette situation est mal tolérée car la pression du sang augmente dans la tête et dans les yeux. À cause de cette augmentation du volume de sang, le pilote voit au travers d’une sorte de brouillard rose. Si l’intensité de la force « g négative » est trop forte (supérieure à 5 g), des vaisseaux sanguins peuvent se rompre dans le cerveau et provoquer une hémorragie intracérébrale causant la plupart du temps la mort du pilote.